# هرانت مارکاریان
هرانت مارکاریان (ارمنی: Հրանտ Մարգարյան;زاده ۱۹۵۸ در محله جلفای اصفهان) سیاستمدار ارمنستانی که زاده ایران است و رئیس کنونی حزب فدراسیون انقلابی ارمنی می‌باشد. وی تحصیلات خود را در رشته زبان ارمنی در دانشگاه اصفهان گذراند و پس از استقلال ارمنستان به همراه خانواده اش به این کشور مهاجرت کرده و درگیر جنگ قره باغ و سازماندهی ARF شد.